# نادي جوفنتودي
نادي جوفنتودي الرياضي (بالبرتغالية: Esporte Clube Juventude‏) هو نادي رياضي برازيلي لكرة القدم، أسس بتاريخ 29 يونيو 1913.

## انجازاته
حصل نادي جوفنتودي على بطولة الدوري البرازيلي الدرجة الثانية سنة 1994، وحصل على بطولة كأس البرازيل عام 1999.

## وصلات خارجية
- Juventude Official Web Site
- Unofficial Web Site